# Makoto Moroi
Makoto Moroi (jap. 諸井 誠, Moroi Makoto, * 17. Dezember 1930 in der Präfektur Tokio; † 2. September 2013) war ein japanischer Komponist.

## Werdegang
Der Sohn des Komponisten Saburō Moroi studierte Komposition bei Tomojirō Ikenouchi. Er unterrichtete Gregorianik am Musikinstitut von Hiroshima und Komposition am Konservatorium von Tokio.
Er komponierte eine Sinfonie, ein Klavierkonzert, eine konzertante Suite für Violine und Orchester, drei Kammerkantaten, fünf „Orchesterkompositionen“, Werke für elektronische Instrumente und Vokalwerke mit unterschiedlicher Instrumentalbegleitung. Seine Kompositionen stehen in der Tradition von Anton Webern.

## Werke
- 1951 Musica da camera n. 3 für Flöte, Oboe, Klarinette, Fagott, Horn und Bratsche
- 1952 Komposition Nr. 1 für Orchester
- 1953 Partita für Flöte allein
- 1956 α und β für Klavier
- 1956 Klavierstück 1956
- 1956 Variations sur 7 (mit Toshiro Mayuzumi)
- 1957 Développements raréfiants für Sopran und Ensemble
- 1958 Transfiguration (Metamorphosis) (Elektronische Musik)
- 1958 Ordre für Violoncello und Klavier
- 1959 Cantata da camera (Kammerkantate) n. 1 für Chor und Kammerensemble
- 1959 Cantata da camera n. 2 für Chor und Kammerensemble
- 1962 Suite concertante für Violine und Orchester
- 1962 Varieté (Elektronische Musik)
- 1963 Cinq épigrammes (Fünf Epigramme) für Flöte, Klarinette, Vibraphon, Celesta, Harfe, Violine und Cello
- 1964 Chikurai: Five Pieces for Shakuhachi (Fünf Sätze)
- 1964 Five Dialogues (Fünf Dialoge) für zwei Shakuhachi
- 1966 Konzert für Klavier und Orchester
- 1966 Sonatine für Klavier
- 1968 Symphonie
- 1969 Five Metamorphic Strata für Shakuhachi, Sangen, Koto und Jushichigen
- 1970 Waga Izumo für Sopran, Bariton, Chor, Orchester und elektronische Instrumente
- 1971 3 Concerto Movements für Shakuhachi, Schlagzeug und Streicher
- 1975 Bouquets de sonatine für Klavier
- 1975 Duo concertate „Chikurai“ für Shakuhachi und 17-gen (oder 20-gen)
- 1977 Phantasie und Fuge für Orgel über JoHAnn SEBAStiAn Bach
- 1979 Lamenta ’79 für Shakuhachi, Klavier und Streicher
- 1992 A Contradiction within a Contradiction: Contradiction IV
- 2002 Hommage à JSB (Partita ’02) für Flöte allein